# Patricia Kaas
Patricia Kaas (Forbach, 1966. december 5. –) francia énekesnő, sikereivel meghódította a nem frankofón nyelvterületet is.
Patricia Kaas a franciaországi Forbach-ban született és a német határ közelében lévő Stiring-Wendel-ben nőtt fel egy hétgyermekes családban, testvérei között ő a legfiatalabb. Édesanyja német, édesapja francia volt. Szülei segítségével a tehetséges Patricia 8 éves korától már koncerteket adott, Sylvie Vartan, Claude François és Mireille Mathieu dalaival, valamint amerikai dalokkal is próbálkozott. Gyakran a francia Madonnaként emlegetik, illetve az új Piaf névvel illetik hazájában.

## A kezdetek
1979-től (13 évesen) a saarbrückeni kabaréban (Rumpelkammer) 7 évig szombatonként énekelt. Itt fedezte fel 1985-ben az ismert francia filmszínész, Gérard Depardieu, aki elhatározta, elkészítik Patricia első saját dalát, a Jalouse-t, ami megbukott.
Két évvel később Patricia Kaas találkozott Didier Barbelivien szövegíró-zeneszerzővel, aki neki ajándékozta Mademoiselle chante le blues – azaz Kisasszony blues-t énekel című dalt, ami 1987-ben tűnt fel a nagyközönség előtt Patricia előadásában, meghozva az énekesnő első sikerét.

## 1988-tól napjainkig
Patricia Kaas 1988 és 1998 között milliós nagyságrendben adta el lemezeit, köszönhetően bájosságának, kivételesen szép, különleges hangjának, valamint az ismert kiváló zeneszerzőknek, köztük a már említett Didier Barbeliviennek, François Bernheimnek, valamint Jean-Jacques Goldman vagy Pascal Obisponak, akik fémjelzik Le Mot de passe című 1999-es albumát.
A 2000-es évek kissé nehéznek bizonyultak a Claude Lelouch által rendezett And now…Ladies and Gentlemen című film bukásával, melyben Patricia Kaas első filmszerepét vállalta el Jeremy Irons oldalán.
A kevesebb eladást produkáló Piano bar és Sexe fort című albumok is a 2000-es évek elején jelentek meg.
A Sexe fort 2003-as megjelenése után 2004–2005 között világkörüli koncertkörúton mutatta be albumát, amivel ismét sikert sikerre halmozott és elbűvölte Európa, Észak-Amerika és Ázsia közönségét.
Patricia 2007 végén tért vissza a stúdiókba, és 2008 novemberében jött ki legújabb, nyolcadik albuma Kabaret címmel. Ezt az albumot 2008 és 2009 között világkörüli koncert-körúton is bemutatta.

## 2009-es Euróvíziós Dalfesztivál

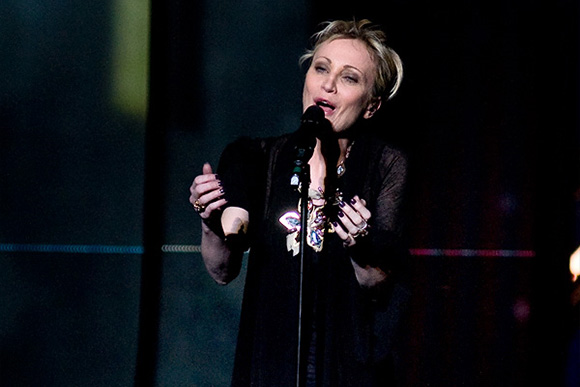
Patricia Kaas Moszkvában

A 2009-es Eurovíziós Dalfesztiválon, Moszkvában Franciaországot képviselte Et s'il fallait le faire (És ha muszáj lenne megtenni) című dalával, és a nyolcadik helyen végzett. Ezzel 2002 óta először juttatta Franciaországot az első tíz közé.

## Albumok
- 1987: Mademoiselle chante...
- 1987: Scène de vie
- 1991: Carnets de scène
- 1993: Je te dis vous
- 1994: Tour de charme
- 1997: Dans ma chair
- 1997: Black Coffee
- 1998: Rendez-vous
- 1999: Le Mot de passe
- 1999: Christmas in Vienna VI
- 2000: Long Box (albumok Scène de vie, Je te dis vous, Dans ma chair, Le mot de passe)
- 2000: Ce sera nous
- 2001: Les indispensables de Patricia Kaas
- 2001: Rien ne s'arrête/Best Of 1987–2001
- 2002: Piano Bar (albumok)
- 2003: Sexe fort
- 2005: Toute la musique...
- 2007: Ma Liberté contre la tienne
- 2008: Kabaret
- 2012: Kaas chante Piaf
- 2016: Patricia Kaas

## Stúdióalbumok
- Mademoiselle chante... (1988)
- Scène de vie (1990)
- Je te dis vous (1993)
- Dans ma chair (1997)
- Le Mot de passe (1999)
- Piano bar (2002)
- Sexe fort (2003)
- Kabaret (2008)
- Kaas chante Piaf (2012)

## DVD-k
- 1990: Carnets de scène
- 1994: Tour de charme
- 2000: Ce sera nous
- 2005: Toute la musique...
- 2009: Kabaret